# Варламов, Евгений Викторович
Евгений Викторович Варламов (род. 7 декабря 1976, Старая Русса) — эстонский и российский хоккеист, защитник.

## Карьера
Воспитанник таллинского клуба JSK. Начал профессиональную карьеру в 1995 году в составе московского клуба «Крылья Советов», выступая до этого за его фарм-клуб. В составе клуба выступал до 1998 года, набрав за это время 14 (3+11) очков в 75 проведённых матчах, после чего он подписал контракт с казанским «Ак Барсом». В составе казанского клуба дважды становился серебряным призёром чемпионата страны, за 5 сезонов проведя на площадке 194 матча, в которых он набрал 35 (13+22) очков.
Перед началом сезона 2003/04 стал игроком магнитогорского «Металлурга», с которым в том же сезоне в третий раз в своей карьере взял серебро российских первенств. В 2007 году стал чемпионом России. В составе «металлурга» трижды становился бронзовым призёром первенства, включая бронзу в дебютном сезоне КХЛ. Всего в составе «Металлурга» Варламов выступал на протяжении восьми сезонов, набрав за это время 167 (56+111) очков в 474 проведённых матчах.
3 мая 2011 года после того, как руководство клуба приняло решение не продлевать соглашение, подписал однолетний контракт с нижегородским «Торпедо», где он сразу был назначен капитаном команды.
8 июля 2013 года принял решение завершить карьеру игрока и продолжить работать в «Торпедо» на одной из административных должностей, отработав два года уволился по собственному желанию. Хоккейный агент.

### В сборной
В начале 90-х годов провёл несколько матчей за сборную Эстонии на юниорских и юношеских чемпионатах мира в группах D и С. В составе сборной России Евгений регулярно принимал участие в этапах Еврохоккейтура. Всего на его счету 1 (1+0) очко в 21 проведённом матче за сборную.

## Достижения
- Серебряный призёр чемпионата России (3): 2000, 2002, 2004.
- Бронзовый призёр чемпионата России (2): 2006, 2008.
- Чемпион России 2007.
- Бронзовый призёр КХЛ 2009.
- Обладатель Кубка Шпенглера 2005.
- Обладатель Кубка европейских чемпионов 2008.
- Финалист Лиги чемпионов 2009.

## Статистика
| Легенда | Легенда                    | Легенда | Легенда                   | Легенда | Легенда    |
| ------- | -------------------------- | ------- | ------------------------- | ------- | ---------- |
| И       | Количество проведённых игр | Штр     | Штрафное время            | +/−     | Плюс-минус |
| Г       | Голы                       | П       | Голевые передачи          | О       | Очки       |
| -       | Статистика неизвестна      | —       | Статистика не учитывалась |         |            |